# Domenico Fontana
Pour les articles homonymes, voir Fontana.
 (juin 2021).
Domenico Fontana (Melide, 1543 – Naples, 28 juin 1607) est un architecte tessinois,, maniériste qui a participé à la réurbanisation de Rome. Il œuvra principalement à Rome et à Naples.

## Biographie

### Débuts

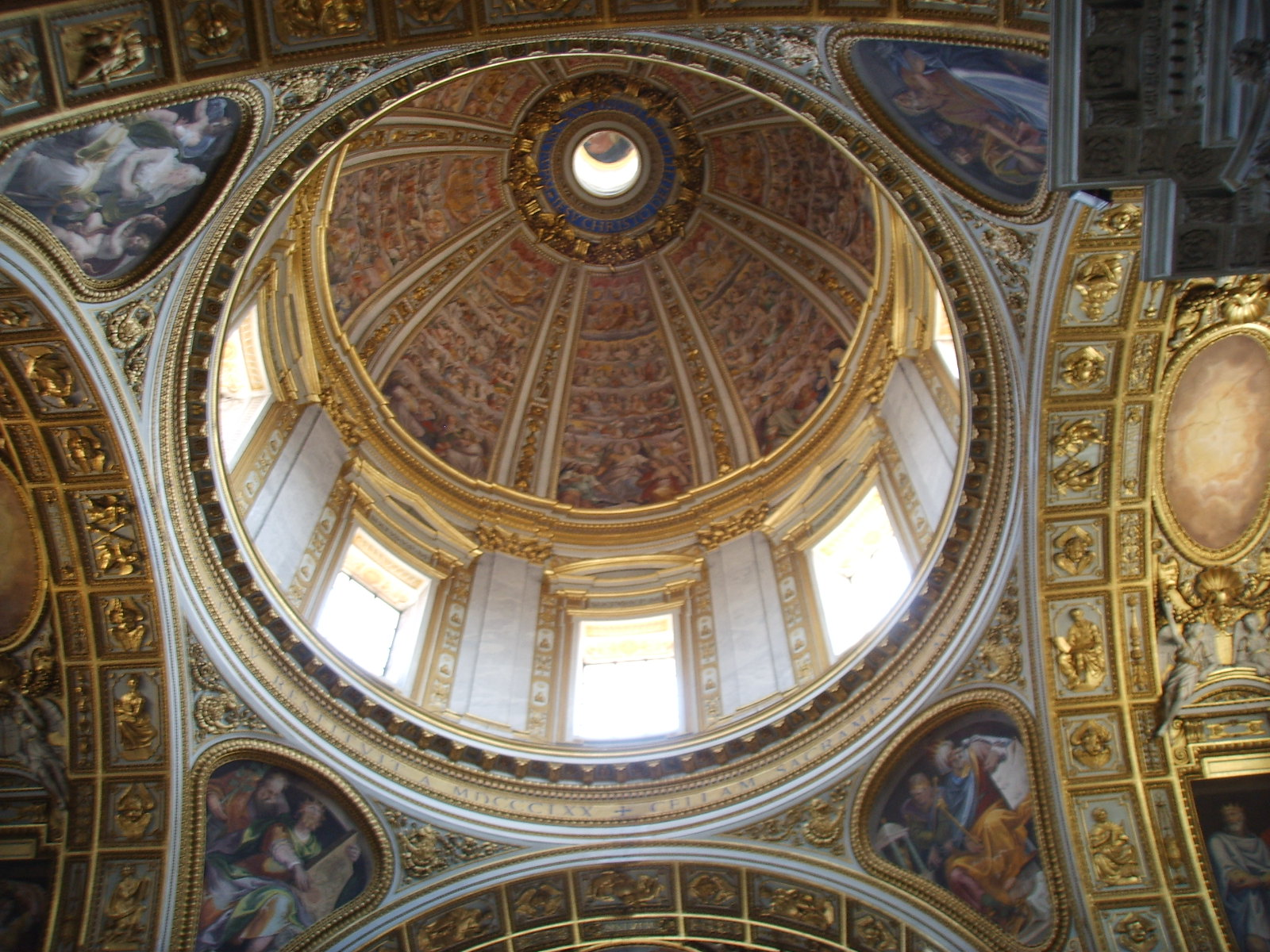
Coupole de la chapelle Sixtine, basilique Sainte-Marie-Majeure.

Domenico Fontana naît à Melide, un village du lac de Lugano, à cette époque possession conjointe de quelques cantons suisses de l'ancienne Confédération suisse, et actuellement partie du Tessin.
À tout juste vingt ans, en 1563, il se rend à Rome pour rejoindre son frère aîné, et en tout cas avant la mort de Michel-Ange, et fait des études approfondies des œuvres des maîtres anciens et modernes. Il a notamment la confiance du cardinal Felice Peretti (tout au long de sa carrière cardinale, il aimait être appelé « Cardinal Montalto »), mécène éclairé qui deviendra plus tard le pape Sixte V.
En 1584, le cardinal lui commande de la construction dans la basilique Sainte-Marie-Majeure d'une chapelle latérale avec un dôme, de plan en croix grecque, la chapelle Sixtine (à ne pas confondre avec la chapelle du même nom au Vatican). C'est une magnifique structure, bien équilibrée malgré la profusion de détails et la surcharge d'une riche ornementation, qui n'interfère en rien avec le schéma architectural principal. Elle est couronnée d'une coupole dans le style ancien de San Mario à Montepulciano. Dans cet ouvrage, Fontana a pu démontrer ses compétences techniques car la nouvelle chapelle doit intégrer la chapelle de la Nativité d'Arnolfo di Cambio : la petite chapelle est transportée entièrement à l'intérieur de la nouvelle structure à l'aide de machines de construction complexes.
Le dôme légèrement ogival fait parler d'une certaine tendance vers les proportions « gothiques » dans l'architecture de Fontana. La chapelle est destinée à abriter le tombeau du pape Sixte V. Pie V y est également enterré.
Pour le même client, il construit le Palazzo Montalto près de la basilique Sainte-Marie-Majeure, avec une distribution habile des masses et un schéma décoratif fait de reliefs et de festons, impressionnant par l'habileté avec laquelle l'artiste adapte le projet à l'espace à sa disposition.
Après avoir l'accession de Sixte V au trône de saint Pierre en 1585, il est nommé architecte de la basilique. Il ajoute la lanterne au dôme et propose l'extension de l'intérieur avec une nef bien définie. Il obtient, entre autres distinctions, le titre de chevalier de l'Ordre de l'Éperon d'or.

### Grands travaux
Les modifications qu'il entreprend dans la basilique Saint-Jean-de-Latran vers 1586 sont plus importantes : il ajoute une imposante double arcade de grande portée dans la loggia de la façade nord  et probablement le portique à deux étages, la Scala Santa. Cette prédilection pour les arcades en tant qu'éléments essentiels d'un projet architectural est mise en évidence dans les fontaines qu'il conçoit avec son frère Giovanni, par exemple la Fontana dell'Acqua Paola ou la Fontana di Termini.

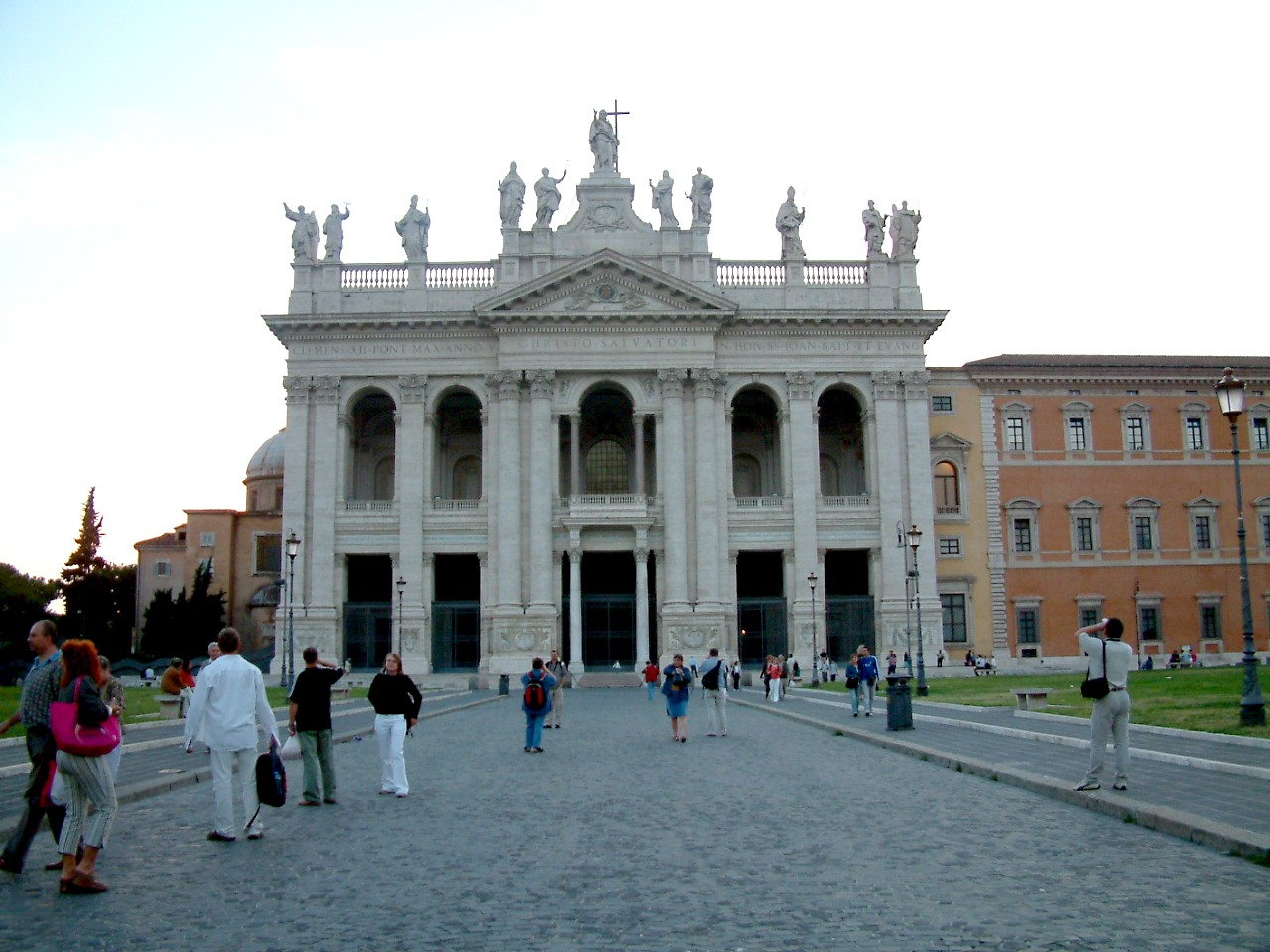
Archibasilique Saint-Jean de Latran.

Au niveau des constructions civiles, son style fort et sobre, avec une forte influence de l'école de Vignole, s'illustre dans le palais du Latran, commencé en 1586, dans lequel l'application vigoureuse des principes structurels et un pouvoir de coordination sont indéniables, mais aussi le manque total d'imagination et la monotonie stérile du style. Il a pour caractéristique de se contenter d'une solution unique face à un problème architectural, comme le montre le fait qu'il réapplique le motif du palais du Latran dans la partie du Vatican contenant l'actuelle résidence papale, ainsi que dans les ajouts qu'il apporte au palais du Quirinal.
Dans le complexe du Vatican, il construit la façade du palais papal vers la place et conçoit le bras transversal à travers la cour du Belvédère pour abriter la Bibliothèque apostolique vaticane.
|

### Obélisques égyptiens

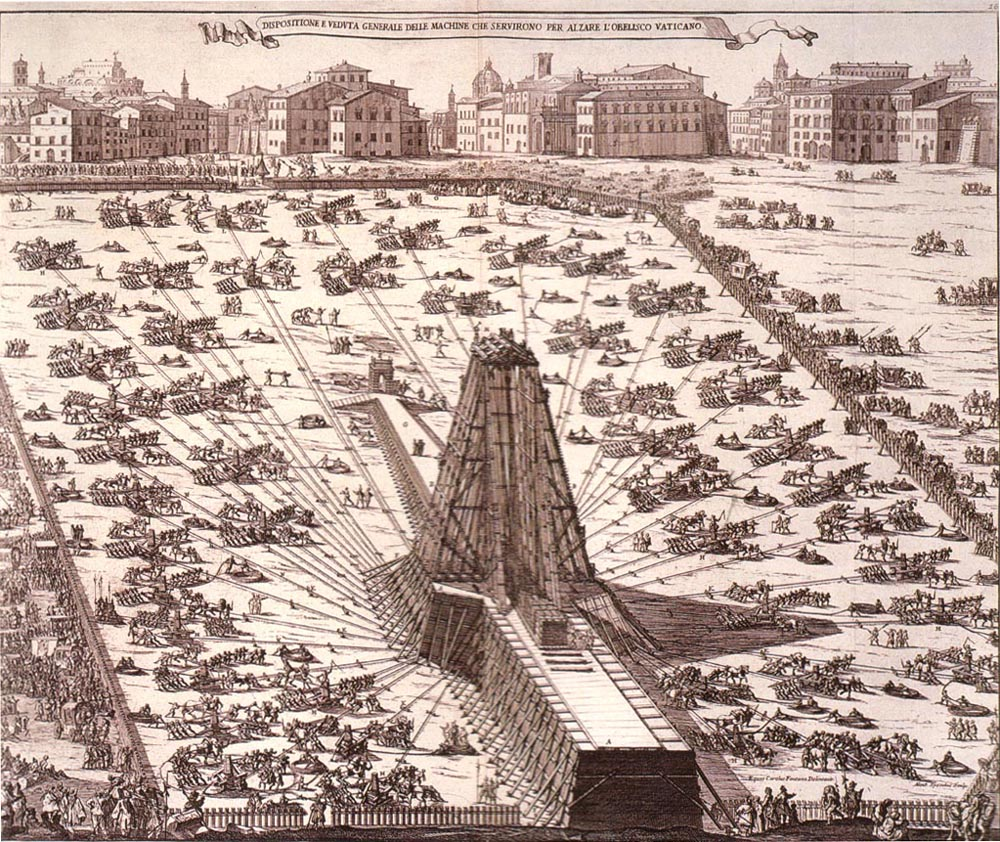
Érection de l'obélisque sur la place Saint-Pierre en 1586.

Sixte Quint lui confie en 1586 la tâche de dresser l'obélisque de 327 tonnes sur la place Saint-Pierre, et qui est alors sur le côté de la basilique, à moitié enseveli sous des ruines. Cet exploit d'ingénierie nécessite l'effort concerté de 900 hommes, 75 chevaux et d'innombrables poulies et longueurs de corde.
Fontana en donne un compte rendu détaillé dans Della transportatione dell'obelisco Vaticano e delle fabriche di Sisto V (Rome, 1590). L'astronome Ignazio Danti est connu pour l'avoir assisté dans ce travail.
Fontana utilise également sa connaissance de la statique, qui suscite un étonnement universel à l'époque, dans l'érection de trois autres obélisques antiques : à la demande de Sixte Quint, il récupère, en 1587, l'obélisque placé par l'empereur Auguste au Circus Maximus et le dresse sur la Piazza del Popolo (Obélisque Flaminio). Il installe deux autres obélisques, un sur la place Sainte-Marie-Majeure (Obélisque de l'Esquilin) et l'autre sur la place Saint-Jean-de-Latran (Obélisque du Latran). Par ailleurs, il aménage la place du Quirinal.
Carlo Lambardi figure parmi ses collaborateurs romains.

### Épilogue napolitain

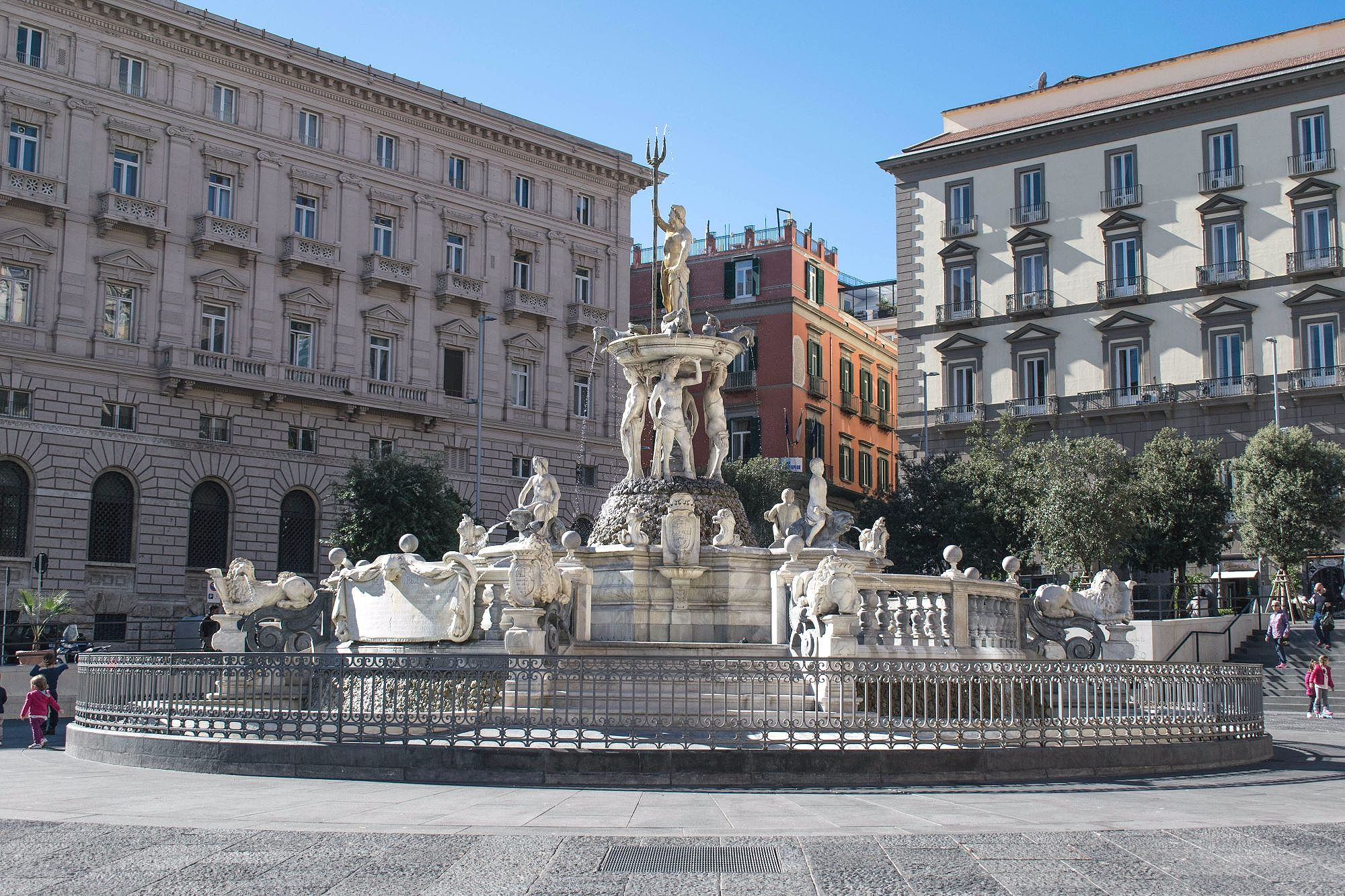
Fontaine de Neptune à Naples.

Il collabore aux travaux de Giacomo della Porta et Rome lui doit aussi le palais pontifical de Montecavallo au Quirinal, la bibliothèque du Vatican, la Fontana dell'Acqua Felice, fontaine qui amène l'eau prise au col delle Pantanelle, près du village de la Colonna à 20 kilomètres, destinée à alimenter les quartiers du Quirinal, du Monte Pincio et du Capitole. La dernière année du pontificat de Sixte V, il construit avec Giacomo della Porta, le dôme de Saint-Pierre imaginé par Michel-Ange.
Après la mort de son mécène, pour qui il fait ériger un somptueux catafalque, il reste quelque temps au service de son successeur, le pape Clément VIII qui ne lui témoigne pas autant de faveur. Tombé en disgrâce, il est accusé, par des ennemis jaloux, d'avoir détourné à son profit des sommes considérables et se voit obligé de quitter Rome. Il se retire à Naples où il est nommé ingénieur du vice-roi espagnol, le comte de Miranda, Il engage de grands travaux urbains, comme l'ingénierie des eaux du Regi Lagni. Sa mission la plus prestigieuse est la conception du nouveau Palais royal dont la construction commence en 1600.
Il meurt en 1607, et est enterré dans l'église Sainte-Anne-des-Lombards comme il l'avait demandé ; après l'effondrement de l'église en 1805, son sépulcre est déplacé dans le vestibule de l'église de Monteoliveto où l'archiconfrérie des Lombards a déménagé.

## Famille
Le frère aîné de Domenico, Giovanni Fontana, (Melide, 1540-1614), arrive à Rome avant lui ; il est moins étudié, mais a joué un rôle important en travaillant à ses côtés en tant qu'ingénieur hydraulique et concepteur de fontaines.
Le fils de Domenico, Giulio Cesare Fontana (1573-1627), est un architecte important, actif au tournant des XVIe et XVIIe siècles dans le royaume de Naples. Il réalise quelques travaux paternels et conçoit des travaux d'ingénierie de remise en état dans la campagne au nord de Naples. Il érige le premier noyau du Palazzo degli Studi di Naples, maintenant le Musée archéologique national de Naples.

## Œuvres

### À Rome
- La Villa Montalto - Massimo dite Villa Perretti (1570)
- L'église Saint-Louis-des-Français de Rome (1589)
- La Fontana dell'Acqua Felice (1587)
- Le palais du Latran avec la Loggia delle Benedizioni, Scala Santa au Laterano (1586-1588)
- Le Palazzi papali au Vatican (1587)
- L’érection de l'obélisque du Vatican[12], l'obélisque du Latran, l'obélisque de la piazza del Popolo et l'obélisque de l'Esquilin
- La réfection de la colonne de Trajan et de la colonne de Marc-Aurèle
- La chapelle sixtine de la Basilica di Santa Maria Maggiore
- Le Palais du Quirinal (partie sur la Piazza Montecavallo)
- La Via Felice au croisement des Quattro Fontane
- Peinture de l'église Sant'Antonio Abate

### À Naples
- Réaménagement urbain de Naples
- Palais Royal

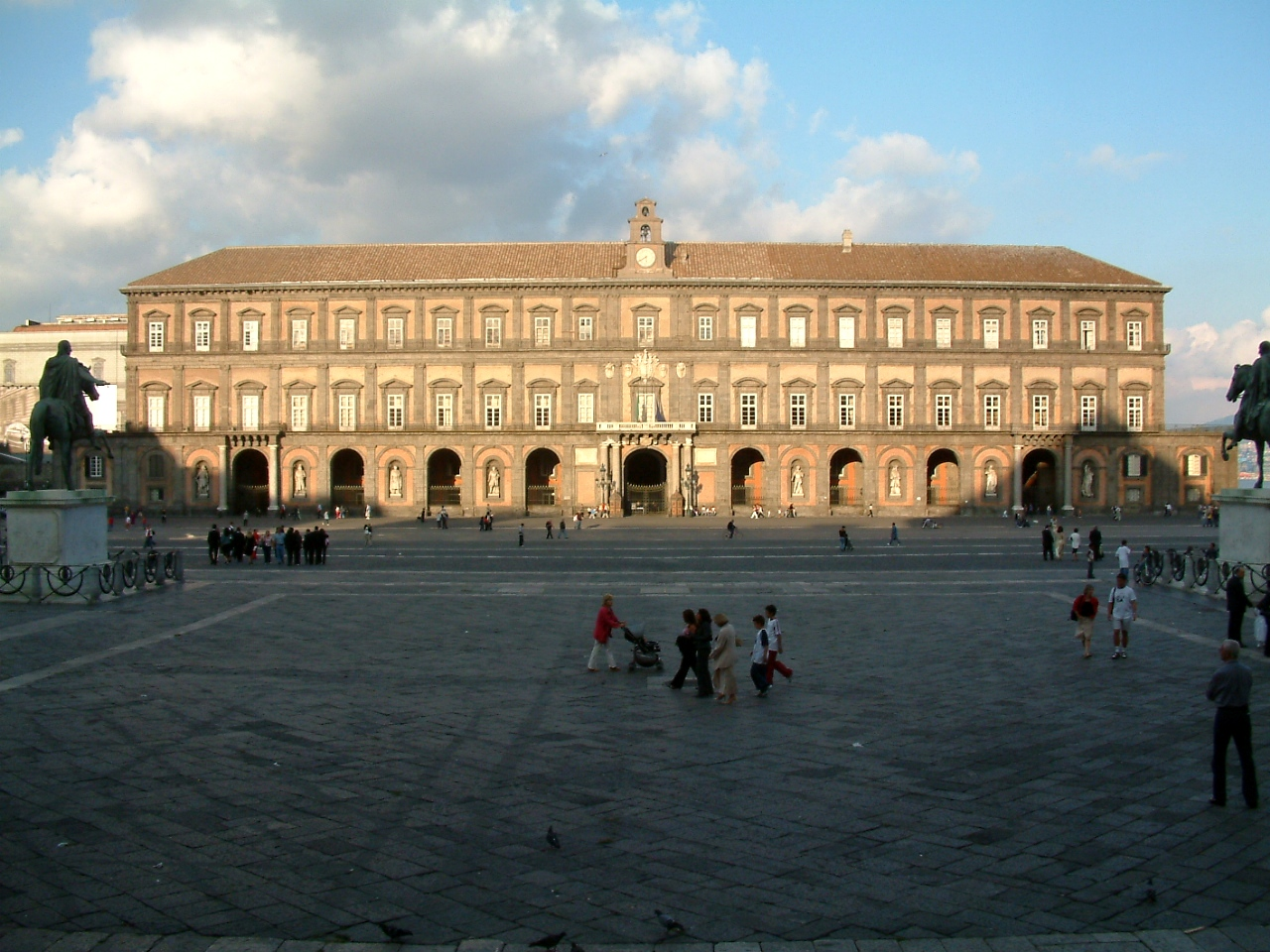
Le palais royal de Naples

- Complexe de Jésus et Marie (remaniement)
- Église de Jésus et Marie
- Complexe de l'Ermitage des Camaldoli
- Église de Santa Maria della Stella
- Complexe Badiale à Casamarciano .
- Fontaine de Neptune (dessin)
- Sculptures dans la cathédrale
- Palais Carafa della Spina (dessin probable)
- Canale Conte di Sarno, qui reliait la rivière Sarno à Torre Annunziata
- Regi Lagni (travaux hydrauliques au nord de Naples)
- Église Sant'Erasmo ( Castel Sant'Elmo )
- Église de Santa Sofia à Giugliano en Campanie

### Autres
- Villa Sforzesca, près de Castell'Azzara, (1576) : il y travaille avec son frère Giovanni.

## Œuvres écrites
- Della trasportatione dell'obelisco Vaticano et delle fabriche di nostro Signore Papa Sisto V, 1590 et dans une version agrandie en 1604 (réimpression en 1979 par A. Carugo ; réimpression partielle en 1987 par D. Conrad).

## Filmographie
- 2007 : Domenico Fontana : ingénieur, architecte, urbaniste d'Adriano Kestenholz

## Sources
- (en)/(it) Cet article est partiellement ou en totalité issu des articles intitulés en anglais « Domenico Fontana » (voir la liste des auteurs) et en italien « Domenico Fontana » (voir la liste des auteurs).